# Polhollick Bridge
Polhollick Bridge je litinový most pro pěší přes řeku Dee v Aberdeenshire ve Skotsku. Most je od 16. dubna 1971 skotská kulturní památka vedená pod číslem LB9295.

## Historie

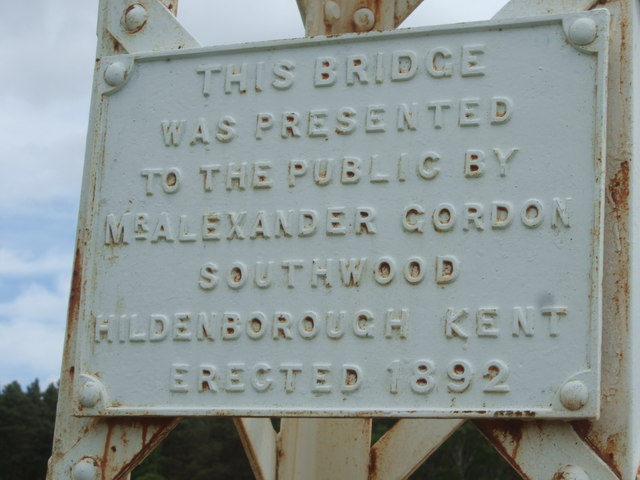

Most postavila v roce 1892 firma James Abernethy and Co., Ferryhill Foundry, Aberdeen. Byl darem Alexandera Gordona (1818–1895) veřejnosti. Pamětní deska o této události je na jednom pylonu mostu. Most je součásti Stezky sedmi mostů (The Seven Bridges Trail).
Most poškodila bouře Frank. Po opravě a restaurování byl znovu otevřen v roce 2015.

## Popis
Kovová příhradová mostová konstrukce zavěšená na lanových pylonech. Délka mostu je asi 52 metrů.